# Ralph Peeker
Ralph Gunnar Bertil Peeker, född 22 mars 1958 i Gamlestads kyrkobokföringsdistrikt i Göteborg, är en svensk musiker. Peeker var sångare och gitarrist i gruppen Snowstorm från Göteborg i början av 80-talet och är nu sedan november 2024 åter sångare och gitarrist i Snowstorm. I övrigt figurerar Peeker i diverse coverband och showband, detta tillsammans med dottern Amanda Peeker. Han arbetar som överläkare i kirurgi/urologi på Sahlgrenska universitetssjukhuset och professor i urologi vid Göteborgs universitet. Peeker spelade även som soloartist in sången "Jul" 1983. Hans dotter Amanda Peeker är också musiker och har spelat med sin far.
Peeker har också medverkat i flera podcasts, inklusive Flashback Forever och Alla Våra Ligg.